# 隣州
隣州（りんしゅう）は、中国にかつて存在した州。現在の四川省広安市・達州市に設置された。
537年（大同3年）、南朝梁により隣州が設置された。西魏により隣山郡に降格したが、北周により隣州が再設置された。583年（開皇3年）、隋が郡制を廃すると、隣州の属郡の隣山郡は廃止された。605年（大業元年）、隣州は廃止され、その管轄区域は渠州に移管された。

## 下部行政区画
- 隣山郡
  - 隣水県
  - 隣山県